# Janczarzy

Sułtan Murad IV w otoczeniu janczarów

Janczarzy (tur. Yeniçeri, dosł. nowe wojsko), także janczarowie – utworzone w XIV wieku elitarne oddziały regularnej piechoty tureckiej zgrupowane w ramach Korpusu Janczarów (tur. Yeniçeri Ocağı, także pol. ocak) podlegające bezpośrednio sułtanom Imperium Osmańskiego. Członkowie byli przymusowo rekrutowani z chrześcijańskich rodzin i dopiero pod koniec XVI wieku dopuszczono wstępowanie muzułmanów, którzy zaczęli stanowić większość Korpusu. Przez cały czas istnienia służyli sułtanom jako ochroniarze tworząc ich prywatną gwardię. Z czasem stali się kluczową jednostką w armii osmańskiej i brali udział we wszystkich kluczowych kampaniach lądowych i na morzu. Rozwiązanie jednostek janczarów nastąpiło po nieudanym i krwawo stłumionym buncie przeciwko reformie wojska w 1826 roku.

## Historia

### XIV wiek
Początki Korpusu Janczarskiego nie są pewne, część źródeł (w tym najbardziej tradycyjne) przypisuje utworzenie janczarów sułtanowi Orchanowi około roku 1330, według Davida Nicolle Orchan posiadał korpus zawodowych gwardzistów (Nöker), którzy nie byli jeszcze janczarami. Inne źródła sugerują drugą połowę XIV wieku prawdopodobnie w czasie rządów Murada I, albo w trakcie rządów Bajazyda I. Większość źródeł wskazuje na wpływ w tym procesie derwiszów bektaszyckich.
W czasie panowania Murada I zaczął się proces przejmowania przez nich stanowiska głównej regularnej piechoty w armii osmańskiej, zastępując na tym miejscu piechotę yaya (Murad nie ufał piechocie yaya ponieważ była bardziej lojalna wobec swoich dowódców niż jemu). Na początku XIV wieku liczebność janczarów nie przekraczała 1000 żołnierzy. Pierwszą większą bitwę janczarzy stoczyli w 1386 przeciwko turkom karamańskim niedaleko miasta Konya. W bitwie na Kosowym Polu (1389) brało udział 2000 janczarów.
Zwyczaj tworzenia elitarnych oddziałów osobistej ochrony obcego pochodzenia i religii był powszechny wśród muzułmanów – przykładem są egipscy mamelucy. Zwyczaj porywania dzieci był powszechny szczególnie wśród ghazich. Prawdopodobnie już w XIII wieku w ten sposób tworzono także oddziały w Turcji.
Prawdopodobnie jednym z głównych powodów, dla których utworzony Korpus Janczarów nie składał się z osób tureckiego pochodzenia, miało być całkowite uzależnienie ich od sułtana i w wyniku tego uniemożliwienie ich wykorzystania przeciwko sułtanowi przez arystokrację turecką.

### Rozrost liczebny
W wyniku porażki w 1402 w bitwie pod Ankarą w trakcie najazdu Tamerlana oddziały janczarskie zostały prawie kompletnie zniszczone. Sułtan Mehmed II Zdobywca zwiększył żołd i liczebność oddziału, ulepszył uzbrojenie oraz zreorganizował całą armię wokół Korpusu Janczarskiego. Za jego rządów janczarzy zaczęli przyjmować na stan uzbrojenia broń palną, której przyjęcie było jednym z głównych powodów uzyskania przez Korpus kluczowej roli w siłach zbrojnych Imperium, a także wpłynęło na uzyskanie przewagi militarnej przez Imperium. W 1475 korpus składał się z 6000 członków. W XVI wieku liczebność janczarów zwiększyła się do około 40 tysięcy. W 1691 w trakcie wojny z Ligą Święta liczebność Korpusu Janczarów wynosiła 100 tysięcy. Po porażce w tej wojnie doszło do redukcji liczby janczarów, wkrótce jednak tendencja się odwróciła i w połowie XVIII wieku Korpus Janczarski liczył co najmniej 113 400 członków.

### Bunty, obalanie i obsadzanie sułtanów

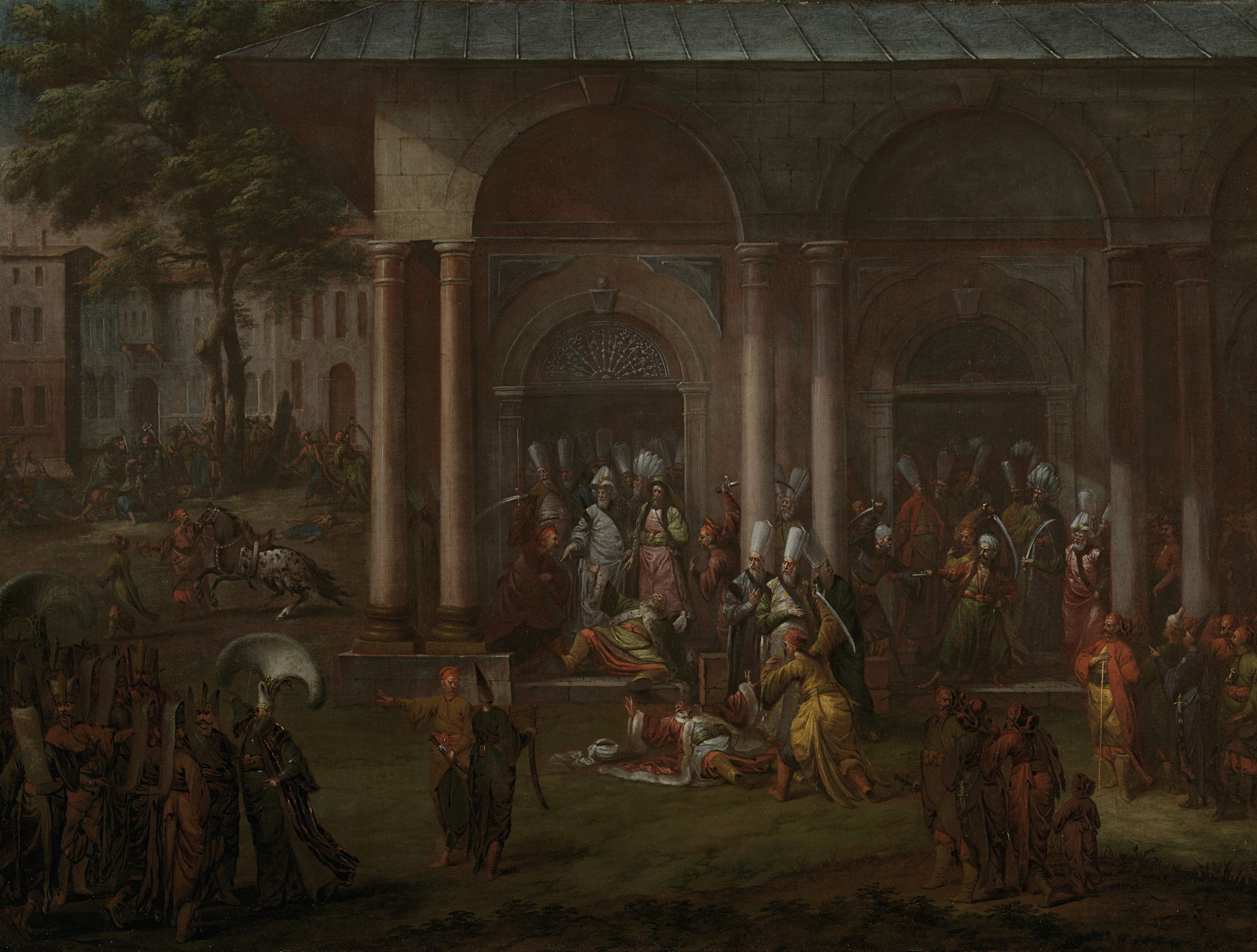
Zamordowanie Patrona Halila i jego zwolenników (1730)

Janczarzy odgrywali dużą rolę w konfliktach dynastycznych i brali udział w przewrotach pałacowych, wynosząc sułtanów na tron lub ich z niego obalając.
- W 1446 rebelia janczarska miała częściowy wpływ na abdykację Mehmeda II i powrót na tron jego ojca Murada II.
- Po śmierci Mehmeda II wielki wezyr chciał obsadzić na tronie Cema, syna Mehmeda. Janczarowie jednak w 1481 wynieśli na tron innego syna Mehmeda, Bajazyda II[22]. W krótkim okresie interregnum przed objęciem tronu przez Bajazyda rozpoczęli zamieszki i splądrowali część stolicy, a samego Bajazyda II zmusili do abdykacji w 1512[23].
- W 1514 po wygranej bitwie na równinie Czałdyran zmusili Selima I do odwrotu[23].
- W 1525 zbuntowali się w trakcie rządów Sulejmana Wspaniałego[23].
- W czasie rządów Murada III wznieśli bunt przeciw płaceniu żołdu w zdewaluowanej walucie, wkrótce po tym spustoszyli Adrianopol[24].
- W 1595 odmówili wyjścia do walki a w 1601 splądrowali bazary w Konstantynopolu[24].

Do licznych buntów janczarskich dochodziło w XVII wieku.
- Za Ahmeda I (1603–1617) pusta kasa Korpusu była przyczyną buntów[25].
- W 1618 Mustafa I został zdjęty z trony w wyniku rebelii janczarów[25].
- W trakcie rządów Murada IV (1623-1640) janczarzy wraz ze spahisami zbuntowali się i zażądali głów niektórych urzędników w tym agi janczarów Hasana Halife (Halife został zamordowany)[26].
- Osman II planował wprowadzić reformy w Korpusie Janczarów, pogłoski o tych planach dotarły do janczarów. Kiedy sułtan postanowił udać się na pielgrzymkę do Mekki, janczarzy uznali to za próbę zebrania wojsk w Anatolii i Egipcie przeciw nim. W 1622 podburzeni przez matkę byłego sułtana Mustafy I i dowodzeni przez wielkiego wezyra Davuda Paszę(inne języki) opanowali pałac sułtański i udusili Osmana II a następnie wynieśli na tron Mustafę[23][27].
- W 1687 po klęskach wojennych (w tym pod Wiedniem) z sukcesem doprowadzili do zrzucenia z tronu Mehmeda IV[28].
- W lipcu 1703 w Stambule wraz z innymi formacjami wojskowymi zbuntowali się w Stambule, czego wstępnym powodem była niechęć do wyprawy na Gruzję. Buntownicy utworzyli własną władzę i dokonali wyboru własnego wezyra. Wysłana przez nich delegacja do sułtana Mustafy II przebywającego w Adrianopolu została uwięziona. Po uzyskaniu opinii ulemów i nowo wybranego przez nich wielkiego muftiego utworzyli nowy Dywan, ogłosili detronizację Mustafy, a za sułtana obrano Ahmeda III. Wojska buntownicze podeszły pod Adrianopol, gdzie wojska towarzyszące Mustafie przeszły na stronę buntowników. Mustafa został zabrany do Stambułu i niedługo zmarł śmiercią naturalną[29].
- W 1730 doszło do Buntu Czerwonych Turbanów pod dowództwem szeregowego janczara Patrona Halil. Utrata Tabrizu oraz porażki w rozpoczętej w 1722 wojnie z Persją przyczyniły się do buntu janczarów w Stambule. W trakcie pertraktacji z Ahmedem III powstańcy zażądali wydania żywych doradców sułtana, w tym wezyra i muftiego. Naciskany przez nich sułtan kazał stracić te osoby a ich ciała oddano buntownikom. Poczuli się oni jednak oszukani, ponieważ chcieli ich dostać żywcem. Tłum wybrał swoich dygnitarzy oraz splądrował domy bogaczy, a sułtan Ahmed zrzekł się tronu. Nowym sułtanem został Mahmud I. Patrona pomimo nieprzyjęcia żadnego urzędu działał jak dyktator. Dworowi udało się jednak wykorzystać brak zgody pomiędzy poszczególnymi grupami buntowników i 25 listopada 1730 Patrona został wezwany przed sułtana a następnie zabity[30].
- 26 marca 1731 janczarzy ponownie zaczęli rabować sklepy. Tym razem brak przywódców doprowadził do szybkiego ujęcia buntowników, z których wielu stracono[31].
- W 1807 mieli kluczową rolę w obaleniu Selima III[32].

### Słabniecie Korpusu i jego rozwiązanie
Pod koniec XVI wieku, równolegle z porażkami wojennymi Imperium Osmańskiego rozpoczął się proces słabnięcia dyscypliny janczarów, który postępował do końca istnienia jednostki. Oddziały zaczęły korzystać z grajków, żonglerów, akrobatów i skoczków. Żołnierze zaczynali nocować w domach poza koszarami, zaczęli się żenić, zajmowali się handlem i rzemiosłem oraz uczestniczyli w życiu cechów. Proces upadku dyscypliny dotyczył także innych formacji wojskowych.
Wśród przyczyn osłabienia militarnego korpusu wskazywanych przez ówczesnych autorów była zmiana sposobu rekrutacji janczarów, w wyniku czego Korpus utracił swoją jednorodność. W miarę wzrastania roli broni palnej rosło zapotrzebowanie na nowych rekrutów. Szczególnie uwidoczniło się to w trakcie rządów Murada III, zwłaszcza podczas III wojny austriacko-tureckiej (1593–1606). Niewystarczająca liczba rekrutów doprowadziła do rozluźnienia zasad przyjmowania rekrutów i zezwolono Turkom i muzułmanom wstępować w szeregi armii. Dodatkowo stałe gaże (ulufe) janczarów zachęcały nieodpowiednie osoby do niezgodnego z prawem przyłączania się do Korpusu.
Przed rozwiązaniem Korpus Janczarów stał się wysokim obciążeniem dla finansów publicznych imperium, tym bardziej że w 1740 szukający dodatkowych wpływów do skarbca sułtan Mahmud I zaczął sprzedawać certyfikaty dla osób niebędących janczarami, które upoważniały te osoby do pobierania żołdu janczarskiego, powodując wzrost skorumpowania Korpusu. Korpus zachował swoją wpływową rolę w imperium, jednak słabł militarnie i na początku XVIII wieku stał się nieefektywną formacją wojskową.
Na początku XIX wieku janczarzy sprzeciwiali się reformom i obalili sułtana Selima III próbującego wprowadzić reformy w państwie. W 1826 sprzeciwili się reformie wojskowej na wzór państw zachodnich i w 1826 w trakcie wydarzeń znanych jako Pomyślne Wydarzenie rozpoczęli bunt, który krwawo stłumił sułtan Mahmud II niszcząc artylerią baraki janczarskie a następnie rozwiązał Korpus.
| Okres      | XIV w. | 1389 | 1475 | 1527 | 1574   | 1597   | 1670   | początek XVIII w. | 1784    | 1826    |
| ---------- | ------ | ---- | ---- | ---- | ------ | ------ | ------ | ----------------- | ------- | ------- |
| Liczebność | <1000  | 2000 | 6000 | 7886 | 13 600 | 35 000 | 53 849 | 53 000            | 128 000 | ~40 000 |

## Struktura Korpusu

### Struktura oddziałów
Od XV do XVII wieku armia Imperium Osmańskiego składała się z marynarki, sił prowincjonalnych (tur. Eyalet askerleri) oraz z Kapykułów (stałej armii sułtańskiej). Korpus Janczarski wchodził w skład piechoty należącej do Kapykułów, obok nich w składzie piechoty znajdowała się także artyleria z transportem, grenadierzy, nosiwody, jednostki szkoleniowe i płatnerze.
Podstawową jednostką organizacyjną była orta (zwana także tur. bölük). Finalna liczba ort wynosząca 196 (195) została osiągnięta pod koniec XVI wieku. Pojedyncza orta w połowie XV wieku liczyła 50 osób, od XVI w. około 100 osób a w XVII w. 700 osób. Korpus zasadniczo składał się z trzech ugrupowań:
- Cemaat (pol. zgromadzenie) – 101 ort. Sułtan był oficjalnie członkiem pierwszej orty zwanej ortą 'deveci' ("wielbłądników"). Cztery orty zwane tur. Solak (pol. leworęczny) o numerach 60, 61, 62 i 63 były przyboczną gwardią sułtańską i jego osobistą ochroną[42][46].
- Bölük[f] (pol. dywizja, też tur. aga bölükleri, pol. regiment Agi) – 61 (lub 62) orty. Ugrupowanie zostało sformowane w trackie panowania Bajazyda II (1481–1512) aby pełnić rolę pocztu agi janczarów umacniając jego pozycję. Cześć ort pełniła funkcje strażnicze wobec dowódcy Korpusu, chroniąc namiot wielkiego wezyra oraz była strażą bram pałacowych[42][47][45].
- Sekban (pol. treserzy psów) – 34 (lub 33 orty). Byli oni strażnikami pałacowymi wywodzącymi się z się z sułtańskiego kręgu łowieckiego. W okolicy lat 1470–80 w trakcie rządów Mehmeda II zostali włączeni do Korpusu. Orta numer 33 stacjonowała na wybrzeżu Morza Czarnego i prawdopodobnie strzegła wejścia do Bosforu[15][42][48].

W składzie korpusu było także zgrupowanie:
- Bostanci (pol. ogrodnicy) – zajmowali się nadzorem nad majątkami sułtana (około 70 majątków), ochroną wybrzeży wokół Stambułu oraz artylerią na terenie pałacu sułtana[49]

### Dowództwo

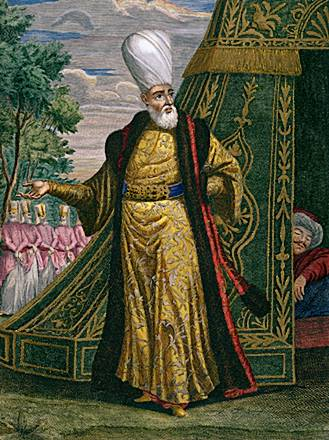
Dowódca Korpusu Janczarów – Aga (XVIII wiek)

Dowódca Korpusu Janczarskiego, Aga janczarów (tur. Yeniçeri ağası) zwyczajowo wywodził się z samego korpusu oraz ukończył szkołę pałacową, początkowo wybierany był osobiście przez sułtana; z czasem wielcy wezyrowie zaczęli dokonywać wymian agi, jednak nadal wymagało to zgody sułtana. Mehmed II z powodu nieposłuszeństwa janczarów w 1451 postanowił, że stanowisko sekbanbaşı będzie najwyższym rangą ramach Korpusu, a zarazem nowym faktycznym dowódcą Korpusu. Aga janczarów odzyskał swój status w 1515 gdy na rozkaz Selima I egzekucji poddany został sekbanbaşı Balyemez Osman Ağa. Od czasu Selima I dowódca korpusu mógł osobiście dowodzić wszystkimi ortami tylko w obecności sułtana, w przeciwnym razie był tylko zastępcą osoby wyznaczonej przez sułtana.
Dowódca w decyzjach dotyczących Korpusu konsultował się z radą Korpusu (tur. yeniçeri divânı). W skład której wchodził on sam oraz:
- tur. kul kethüdası – dowódca ugrupowania bölük;
- tur. sekbanbaşı – dowódca ugrupowania sekbanów, zastępca Agi janczarów, od 1451 do 1515 posiadał najwyższy stopień w Korpusie[52];
- 3 dowódców elitarnych ort z ugrupowania cemaat pierwotnie wywodzących się z sułtańskich kręgów łowieckich tj.:
  - tur. zagarcı başı, dowódca orty numer 64 tur. zağarcılar – pol. hodowcy chartów,
  - tur. turnacı başı, dowódca orty numer 68[45] tur. turnacıs – pol. hodowcy ptaków,
  - tur. samsuncu başı, dowódca orty numer 71 tur. saksoncular / tur. samsoncular – pol. hodowcy mastiffów
- Prawdopodobnie w obradach brał także udział dowódca żandarmerii tur. başçavuş.

## Zadania Korpusu

### Czas pokoju
Część ort miała przydzielone zadania w okolicy stolicy i sułtana. W czasie pokoju część janczarów rozmieszczona była w prowincjonalnych garnizonach (największe to: Bagdad, Bosra, Damaszek, Jerozolima, Aleppo, Kair, Erzurum, Konya, Wan, Chania, Korynt, Saloniki, Belgrad, Sarajewo, Widyń, Budapeszt, Braiła, Bendery, Kaffa, Oczaków i tymczasowo Kamieniec Podolski).
Garnizony w Algerii posiadały swoją własną radę i były bardziej niezależne niż w innych częściach imperium. Niewielkie garnizony janczarskie znajdowały się także w Jemenie, Erytrei i na Półwyspie Arabskim.
Dowódca Korpusu Janczarów był także szefem policji w stolicy, janczarzy patrolowali Stambuł i Galatę wraz z członkami korpusu płatnerzy i artylerzystami, w przypadku wojny obowiązek ten przejmował korpus paziów.

### Czas wojny

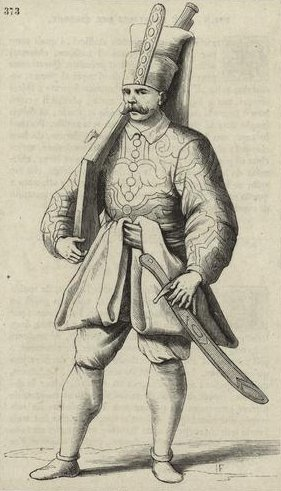
Janczar (XVI wiek)

Janczarzy stali się kluczową jednostką w armii osmańskiej i brali udział we wszystkich kluczowych kampaniach lądowych i na morzu. Wśród powodów dla których wzrosło znaczenie oddziałów janczarskich, była przystosowanie na stan broni palnej, dyscyplina oddziałów oraz skuteczność w wykonywaniu szturmów na oblężone fortece. Oddziały szturmowe (tur. serdengeçti, pol. ryzykujący głowami) liczyły od 30 do 100 osób, ich członkowie, którzy przeżyli, otrzymywali dodatkowy żołd obok odznaczeń.
W ramach taktyki armii osmańskiej główne zadanie wypełniała kawaleria, której zadaniem była próba przełamania szyku przeciwnika. Następnie janczarzy otwierali ogień z broni palnej i rozpoczynali atak bronią białą (zazwyczaj w formacji klinowej). Janczarzy nie prowadzili ostrzału salwami, polegali na umiejętnościach indywidualnych strzelców do celnego wykonania strzału.
Od początku XVII wieku każda galera przewoziła 8 janczarów. W Algierze miejscowe oddziały janczarskie brały udział w działaniach na statkach korsarskich (przykładowo pod dowództwem Hayreddina).

## Rekrutacja
Od początku swojego istnienia jednostki janczarów rekrutowały się z osób pochodzenia innego niż tureckie. Zaciąg na szeroką skalę wśród jeńców wojennych do armii tureckiej rozpoczął się około lat 60. XIV wieku po podboju Tracji; jeden z przekazów wskazuje, że wśród pierwszych rekrutów byli ujęci żołnierze bizantyjscy. Z czasem jeśli zaciąg wśród jeńców wojennych był niewystarczający, kolejnym źródłem rekruta były targi niewolników, na których kupowano młodych niewolników. W okresie rządów Murada I wprowadzono system pençik, w wyniku którego co piąty jeniec wojenny przypadał sułtanowi stanowiąc jako rekrut janczarski.
Kilka dekad po wprowadzeniu podatku od jeńców pençik w państwie osmańskim wprowadzony został system dewszirme (tur. Devşirme, pol. zbierać), który polegał na przymusowym poborze wśród chrześcijańskiej ludności imperium. Najstarsze wzmianki o dewszirme pochodzą z końca XIV wieku. Co 5–7 lat (z czasem coraz częściej) odbywała się branka ogłaszana edyktem sułtana, w czasie której na każde 40 gospodarstw rekrutowano jednego chłopca. Preferowano chłopców w wieku od 14 do 16 lat, zakres wieku brańców wynosił od 7 do 20 lat. Rekruci byli zmuszani do przyjęcia wiary islamskiej.
Z systemu wyłączone były rodziny z jednym synem oraz Żydzi. Ogólną zasadą było też wyłączenie z niego wielkich miast i wysp, wskutek tego także większość Greków była z niego wyłączona. Wyłączeniu podlegali także górnicy oraz osoby zamieszkujące przy strategicznych szlakach będąc już obciążeni innymi powinnościami wojskowymi. Wstępnie głównym źródłem jeńców były Bałkany, pobór prowadzono także na terenach Ukrainy i południowej Rosji (do upadku Chanatu Krymskiego w 1783) a od 1512 system zaczął także zaciągać żołnierza z rodzin chrześcijańskich z Anatolii.
Z czasem ze względu na możliwości kariery członków korpusu wiele rodzin chrześcijańskich i muzułmańskich starało się o wprowadzenie do niego swoich synów także poprzez przekazywanie łapówek. W ramach systemu poczyniono wyjątek, zezwalając na rekrutację muzułmanów z Bośni wśród słowiańskich rodzin, które przeszły na islam (ci rekruci zazwyczaj omijali pierwszy etap szkolenia i trafiali bezpośrednio do ort Bostanci). Pod koniec XVI wieku w wyniku powtarzających się braków kadrowych zaczęto zezwalać dołączyć do korpusu muzułmanom. W 1568 zezwolono na wstąpienie do korpusu wybranym synom emerytowanych janczarów, a od 1594 zezwolono na zaciąg wszystkim muzułmańskim ochotnikom. Od połowy XVII wieku zaniechano przymusowego poboru chrześcijańskich chłopców i większość korpusu zaczęła się wywodzić z rodzin muzułmańskich. Spowodowało to, że oddziały te z fanatycznych jednostek wojskowych – całkowicie oddanych władcy – stały się jedną z głównych sił destabilizujących państwo. Wynosiły na tron i obalały sułtanów.
W wyniku najazdu mongolskiego w 1402 system dewszirme nie działał do roku 1438, kiedy został wznowiony przez sułtana Murada II. Dewszirme zostało zarzucone w 1648 roku, jednak ostatnie ostatnie europejskie dewszirme odbyło się w 1703 (zakończyło się ono niepowodzeniem).

### Status prawny janczarów, islam a dewszirme
Janczarzy byli niewolnikami sułtana w nietypowym znaczeniu tego słowa, byli z nim blisko związani będąc pod jego patronatem i dla jego wyłącznego użytku. Janczarzy należeli do Kapykułów, tytuł tur. kul oznacza niewolnika, jednak dla jego nosicieli miał znaczenie dumy i godności. Jeszcze w XVII wieku posiadanie tytułu kul było bardziej honorowe niż bycie zwyczajnym poddanym. Janczarzy mogli awansować do najwyższych pozycji w państwie w tym do urzędu wezyra (nie mogli tylko objąć urzędu sułtana zarezerwowanego dla dynastii Osmanów).
Zniewolenie chrześcijańskich obywateli własnego państwa jest wykroczeniem przeciwko nakazom szariatu. Część osmańskich ekspertów prawnych próbowało uzasadnić taki sposób rekrutacji tym, że rekrutowani nie podlegali ochronie, ponieważ ich przodkowie zostali podbici, lub też tym, że Słowianie i Albańczycy przeszli na chrześcijaństwo już po misji proroka Mahometa w Arabii. Ortodoksyjni uczeni muzułmańscy stali jednak na stanowisku, że to działanie stoi w sprzeczności z prawami niemuzułmanów. Niektórzy badacze skłonni byli uważać dewszirme za religijną tendencję mającą rozszerzyć islam i jego wpływ korzystając nawet z przemocy. Według Reychmana było to raczej dążenie do stworzenia siły wiernej sułtanowi.
Turcy osmańscy twierdzili, że konwersja na islam nie jest przymusowa, zarazem wywierając na rekrutów presję. Janczarzy tworzyli rodzaj bractwa religijnego silnie powiązanego z bractwem tur. bektaşî.

## Szkolenie
Wszyscy nowi rekruci zmuszani byli do przyjęcia islamu. Wychowywano ich w ślepym posłuszeństwie, żelaznej dyscyplinie i fanatyzmie religijnym, tworzyli rodzaj bractwa żołnierskiego. W trakcie szkolenia wielu z nich utrzymywało kontakt ze swoimi rodzinami.
Po przybyciu rekrutów do Stambułu wybierano najbardziej inteligentnych i kierowano ich do korpusu paziów (tur. İçoğlanı, słowo to można tłumaczyć również jako 'wewnętrzni chłopcy' albo 'służący'), w znacznej mierze elita imperium w tym urzędników wywodziła się z tego korpusu. Uczęszczali do szkół pałacowych w Bursie, Edirne, Stambule (Enderun) i Galacie. Na zakończenie szkolenia najlepsi z nich trafiali do Mniejszych i Większych Komnat Pałacu Sułtana a resztę przenoszono do oddziałów konnicy armii sułtańskiej.
Chłopców, którzy nie dostali się do korpusu paziów (tur. 'acemi oğlan', 'obcy chłopcy'), wysyłano do domów starszych i szanowanych ludzi, gdzie przechodzili kolejny etap edukacji skupiony na wychowaniu ich w posłuszeństwie. Początkowo na okres 5–7 lat trafiali do rodzin muzułmańskich, gdzie pomagali w roli ucząc się w tym czasie języka, zasad wiary oraz podstawowych umiejętności wojskowych. Niektórzy trafiali do domów paszów i bejów uzyskując tam podstawową edukację. Następnie trafiali do ośrodków szkoleniowych gdy pojawiały się w nich wolne miejsca. Szkolenie trwające przez 6 lat odbywało się pod nadzorem eunuchów i z odseparowaniem od towarzystwa kobiet. Oprócz nauki kunsztu wojennego wykładano także matematykę. Dodatkowo uczniowie pracowali w kuchniach sułtańskich oraz stoczniach. Najlepsi z rekrutów trafiali do ort Bostanci. Część osób kierowano do wyspecjalizowanych ort zajmujących się płatnerstwem, puszkarstwem lub do przewozu artylerii.
Po ukończeniu szkolenia rekruci oczekiwali na dołączenie do ort, w których pojawiły się wolne wakaty. Rekruci z okazji dołączenia do ort urządzali uroczystą defiladę. Na zakończenie defilady rekrut otrzymywał certyfikat przyjęcia oraz charakterystyczne janczarskie nakrycie głowy. Wieczorem po modlitwie otrzymywał swój płaszcz i od tego momentu był pełnoprawnym janczarem.

## Ubiór

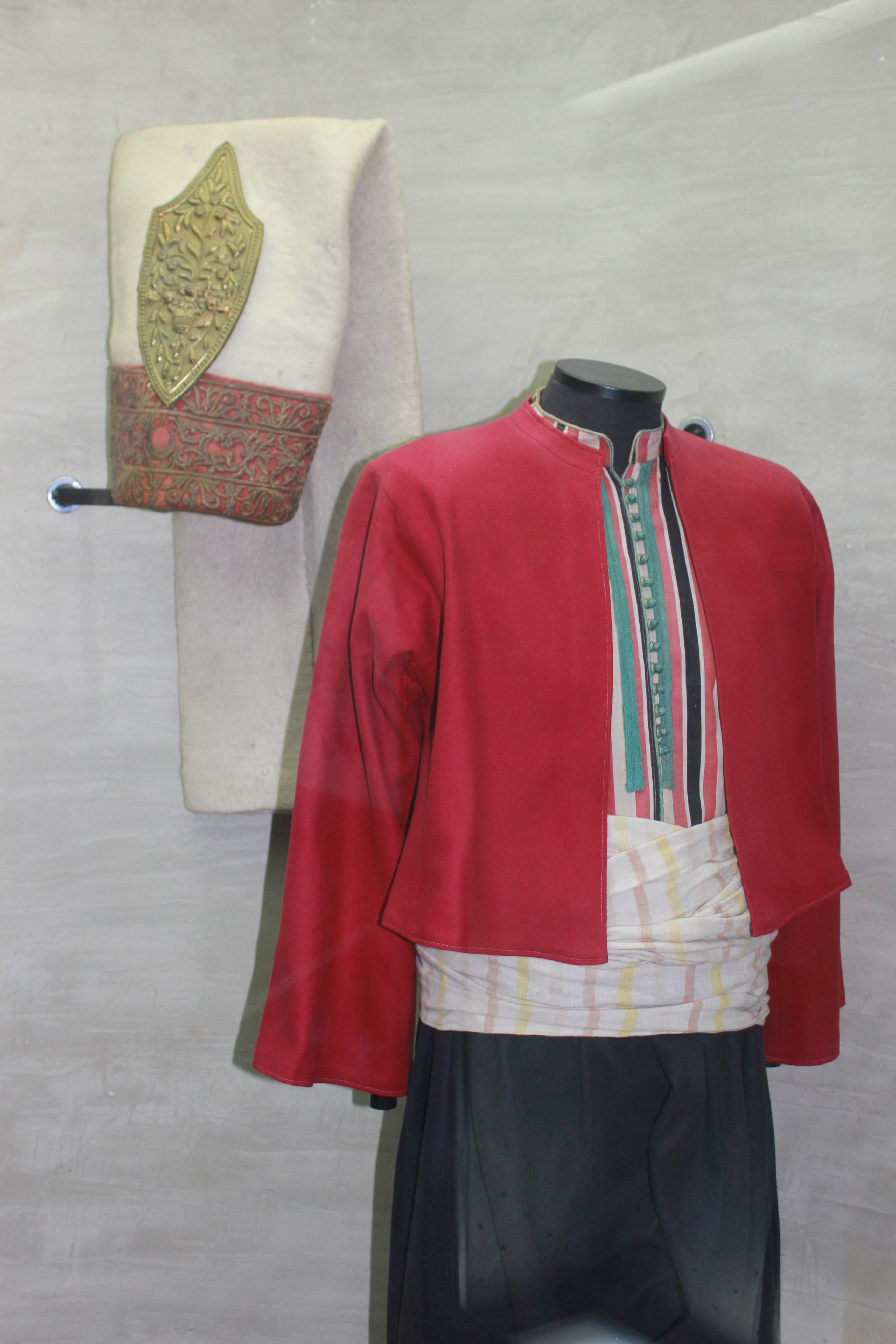
Janczarski uniform

Charakterystycznym elementem ubioru janczarów była wysoka czapka (tur. börk) z prostą drewnianą łyżką w formie odznaki na czole połączona z opadającą z tyłu falbaną oraz czapka tur. üsküf. Uniformy głównie tworzone były z wełny, płótna do nich wykonywali żydowscy tkacze z Salonik. Kurtki oficerskie obszyte były na rantach futrem.
W późnym średniowieczu niektórzy z janczarów nosili pancerz, natomiast janczarzy z oddziałów szturmowych nosili je w kolejnych wiekach.
Buty janczarskie wykonany były z czerwonej skóry z wyjątkiem starszych oficerów, u których miały one żółty kolor. Szarfy i pasy symbolizowały status janczara. W przypadku członków ort Bostanci miały 9 stopni sygnalizowanych kolorami, najniższe stopnie składały się z szorstkiego płótna (od najniższego niebieski, biały, żółty, mieszanka bieli i niebieskiego), 5 stopień to dobry jedwab, szósty to dobre czarne płótno, zaś 8 i 9 to czerń.

## Uzbrojenie i wyposażenie

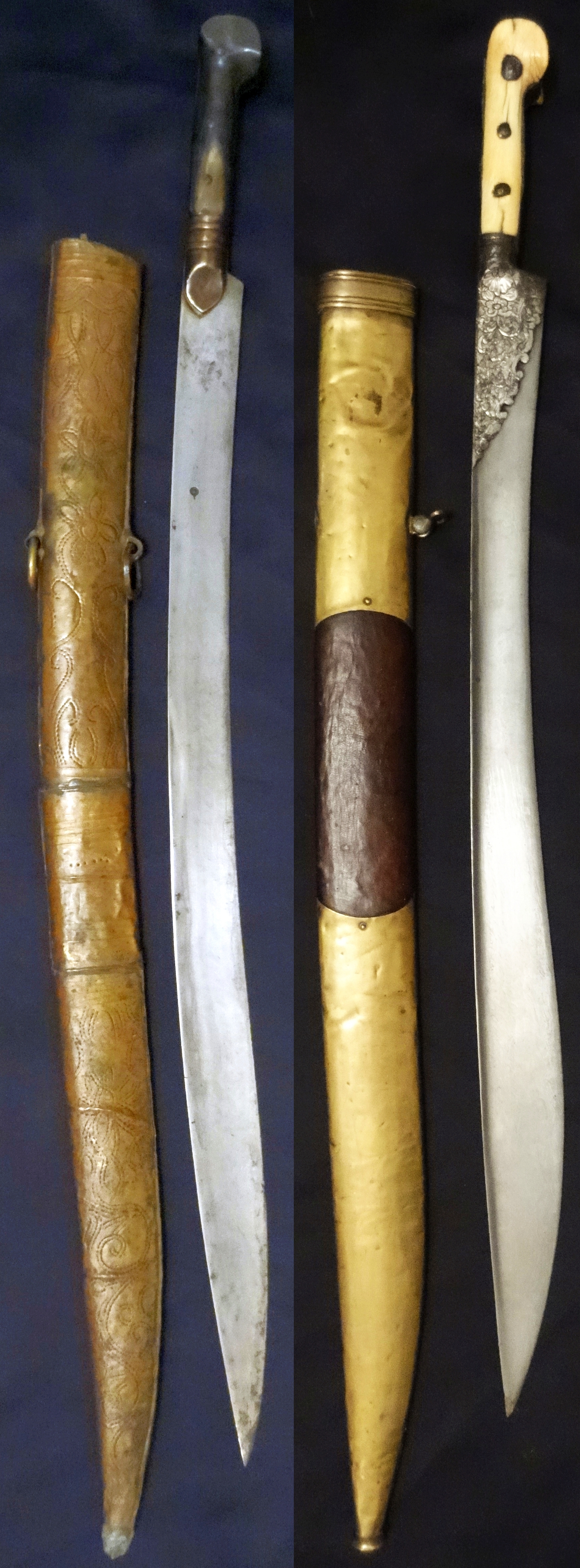
Jatagany XIX wiek

Uzbrojenie janczarów składało się początkowo z łuków oraz krótkich włóczni, tylko niewielka część janczarów w początkowym okresie posiadała miecze lub puginały. Wśród używanych mieczy można wymienić jatagany, szable tur. kılıç, noże pochodzenia perskiego typu tur. gaddara (podobne do Bowie).
W użytku były buzdygany oraz topory. Wśród broni drzewcowej były gizarmy, glewie z długim zaostrzonym ostrzem i halabardy.

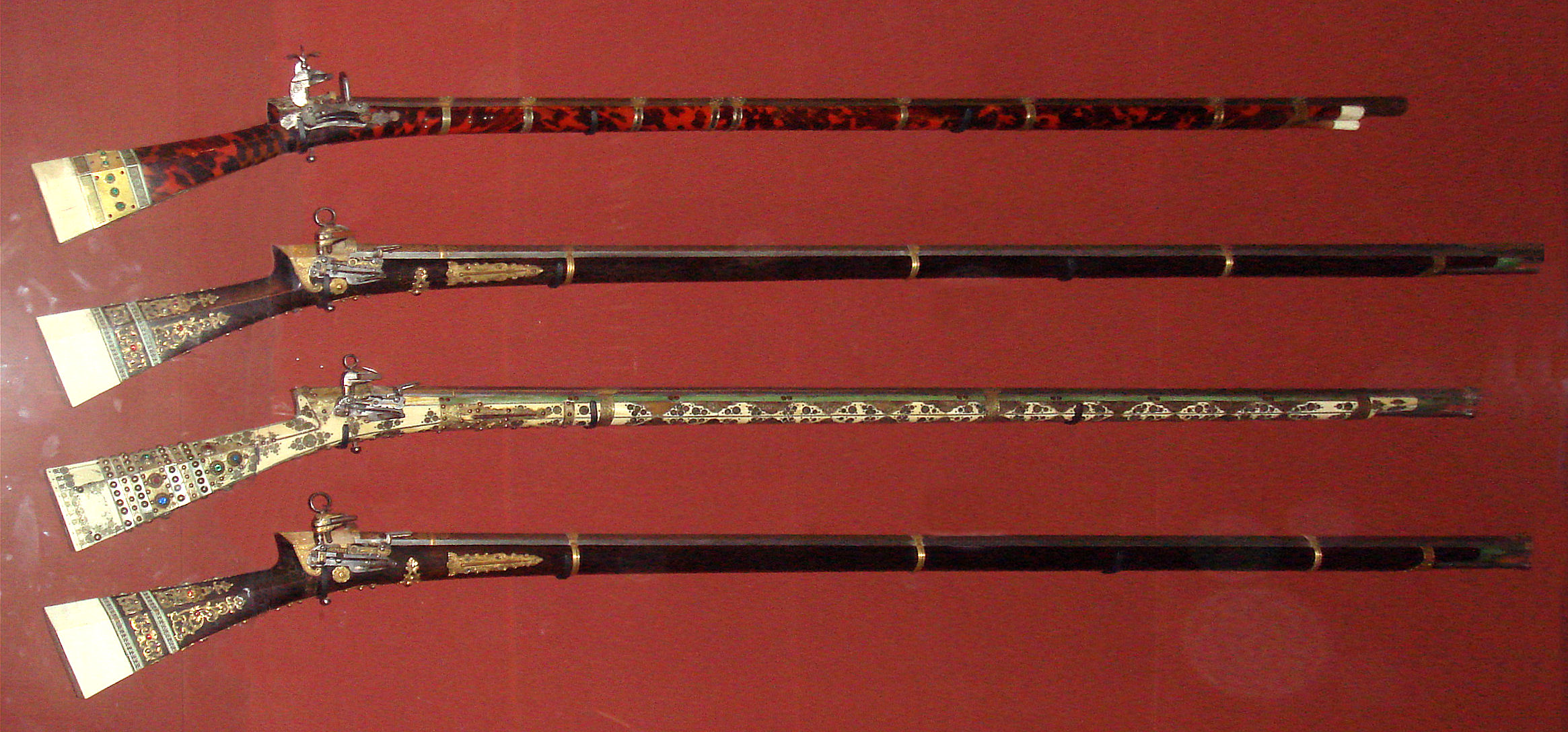
Karabiny tureckie 1750–1800 Musée de l’Armée

Z czasem w skład uzbrojenia doszła broń palna, która wyparła łuki, przyczyniły się do tego zwłaszcza odczucia jej działania w czasie wojny na Węgrzech (1440–43). W trakcie zwycięskiej bitwy bitwy na Kosowym Polu (1448) janczarzy za fortyfikacją stworzoną z wozów i tarasów tarcz prowadzili ostrzał z broni palnej. Przejęcie od Węgrów taktyki walki wykorzystującej tabory zniwelowało wcześniejszą węgierską strategiczną przewagę. Łuki pozostały prestiżową bronią ceremonialną przez cały czas istnienia korpusu. Używane arkebuzy strzelały pociskami ważącymi od 22 do 80 gram. Z powodu wietrznych warunków Bliskiego Wschodu armia osmańska dłużej niż państwa europejskie używała zamków lontowych i dopiero w XVII wieku zaczęła korzystać z łatwego do oczyszczenia zamku skałkowego. W wyniku trudnych doświadczeń z podboju Krety (1645–69) zaczęto korzystać z pistoletów.
Wszelkie ciężkie uzbrojenie w czasie pokoju przechowywane było w arsenałach i dopiero po rozpoczęciu kampanii janczarzy wybierali z nich swoją preferowaną broń.
Żołnierze korzystali ze zdobycznej broni oraz importowanej z Europy. Starania Państwa Kościelnego powstrzymania tego procederu nie powiodły się i dostawy zdarzały się nawet z katolickiej Italii. W XVI i XVII wieku głównymi eksporterami była protestancka Anglia i Holandia. W trakcie rządów Sulejmana Wspaniałego (1520–66) zwiększono działanie państwowych fabryk broni palnej.
Symbolem janczarów był wspólny dla orty miedziany kocioł (tur. kazan), w którym gotowano posiłki dla żołnierzy, które odbierano raz dziennie. Kiedy wnoszono kocioł na apel, wszyscy janczarzy stali w milczeniu. Przewrócenie kotła oznaczało bunt a utracenie kotła powodowało utracenie prestiżu u pozostałych janczarów.

## Muzyka
Imperium osmańskie było pierwszym państwem w Europie, które posiadało stałą orkiestrę wojskową (tur. Mehterhane). Pojedynczy zespół Mehterhane zwyczajowo składał się z bębna, podwójnych kotłów, klarnetu, trąbki i cymbałów. Osobista orkiestra sułtańska składała się z 9 takich zespołów, orkiestra dowódcy janczarów z 7 zespołów. Każdy pułk i garnizon posiadał własny mniejszy zespół. Zwyczajowo orkiestra w trakcie występu ustawiała się w półksiężyc i tylko grający na kotłach siedział. Wśród instrumentów występowały także bębny zawieszane na wielbłądach, a sama orkiestra mogła mieć charakter konny.

## Chorągwie janczarskie w Polsce

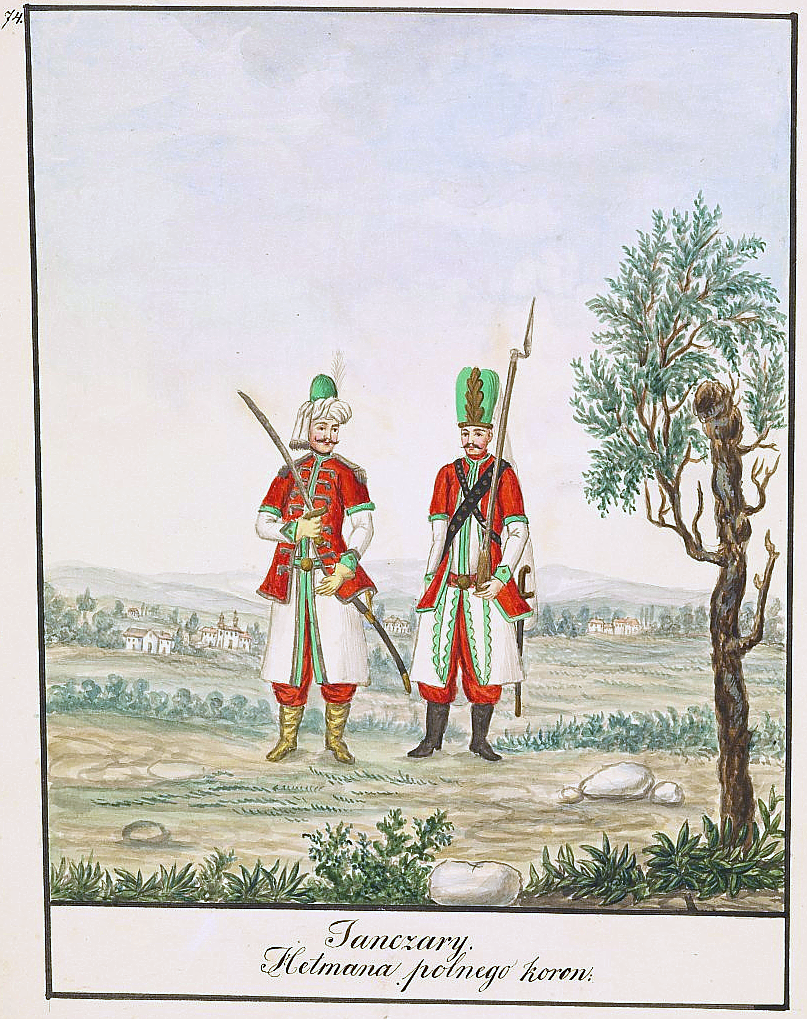
Janczarzy hetmana polnego koronnego

W XVII i XVIII wieku w Rzeczpospolitej istniały nieliczne chorągwie, które uzbrojeniem i ubiorem były wzorowane na tureckich janczarach (przykładowo Chorągiew janczarska Buławy Wielkiej Koronnej).

## Znani janczarzy
- Sokollu Mehmed Pasza
- Sinan
- Yirmisekiz Mehmed Çelebi
- Ulubatlı Hasan